# 妹尾潤
妹尾 潤（せのお じゅん、1966年 - ）は、アマチュアゴルフプレーヤー。ブリヂストンゴルフプラザで、後進の指導に当たる。
元子役である。
東京都出身。1990年、カリフォルニア州立大学ロサンゼルス校卒。

## 出演作
- 俺はあばれはっちゃく（テレビ朝日系列、1979年2月 - 1980年2月）　桜間長太郎の親友（舎弟?）沢田公一役。
- わんぱく宣言（フジテレビ系列、1980年4月26日）　『サンキュー先生』出演の横山武志も共演。
- 旅がらす事件帖 第13話「野辺の送りの鬼太鼓」（関西テレビ 1980年12月30日）  太一役。
- チョコレート戦争（テレビ朝日、1982年3月23日）
- 松本清張の寒流（テレビ朝日、1983年2月5日）